# Claus Midow

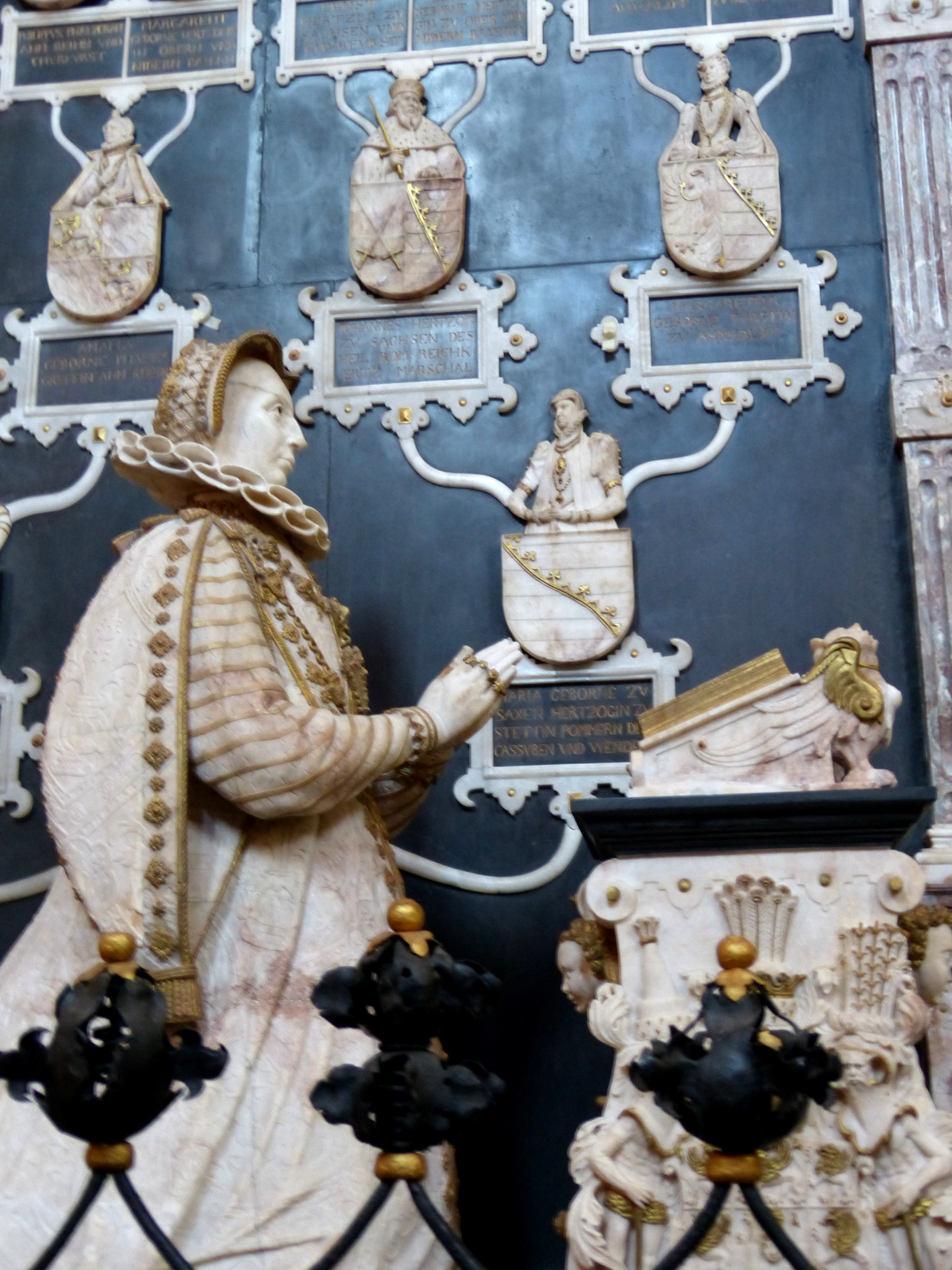
Von Midow vollendetes Grabmal in Güstrow

Claus Midow, auch Hercules Midow († 1602 in Güstrow) war ein deutscher Steinmetz und Bildhauer.

## Leben
Midow war als Steinmetz und Bildhauer Mitarbeiter des flämischen Bildhauers Philipp Brandin beim Umbau des Schweriner Schlosses 1563/1564. Er war um 1570 als Baumeister des dänischen Reichshofmeisters Peder Oxe in Dänemark tätig. Midow war weiter wirksam als Gehilfe von Hans Fleming 1570–72 am Lübecker Rathaus, wo sie gemeinsam den Renaissancevorbau an der Marktseite schufen. Er wurde 1594 als Nachfolger Brandins Hofbaumeister bei Herzog Ulrich von Mecklenburg in Güstrow. Arbeiten von ihm finden sich in Rostock und im Güstrower Dom. Er schuf vier Sandsteinepitaphien für Putbus und den Altar der Maria-Magdalena-Kirche im Ortsteil Vilmnitz von Putbus. Der Altaraufsatz und die Epitaphien der Familie Hahn in der Kirche Basedow werden seiner Werkstatt zugeschrieben.
Er gehörte mit Brandin zu den Vertretern des Floris-Kreises in der norddeutschen Renaissance und leitete diese an der südlichen Ostseeküste zum Barock über.